# Anselmo d'Incisa
Anselmo d'Incisa (Boasi, ... – Genova, ...; fl. XIII-XIV secolo) è stato un medico italiano, uno dei grandi maestri della medicina nel Basso Medioevo.
Divenne noto al grande pubblico per aver curato papa Bonifacio VIII e il re Filippo IV di Francia.

## Biografia

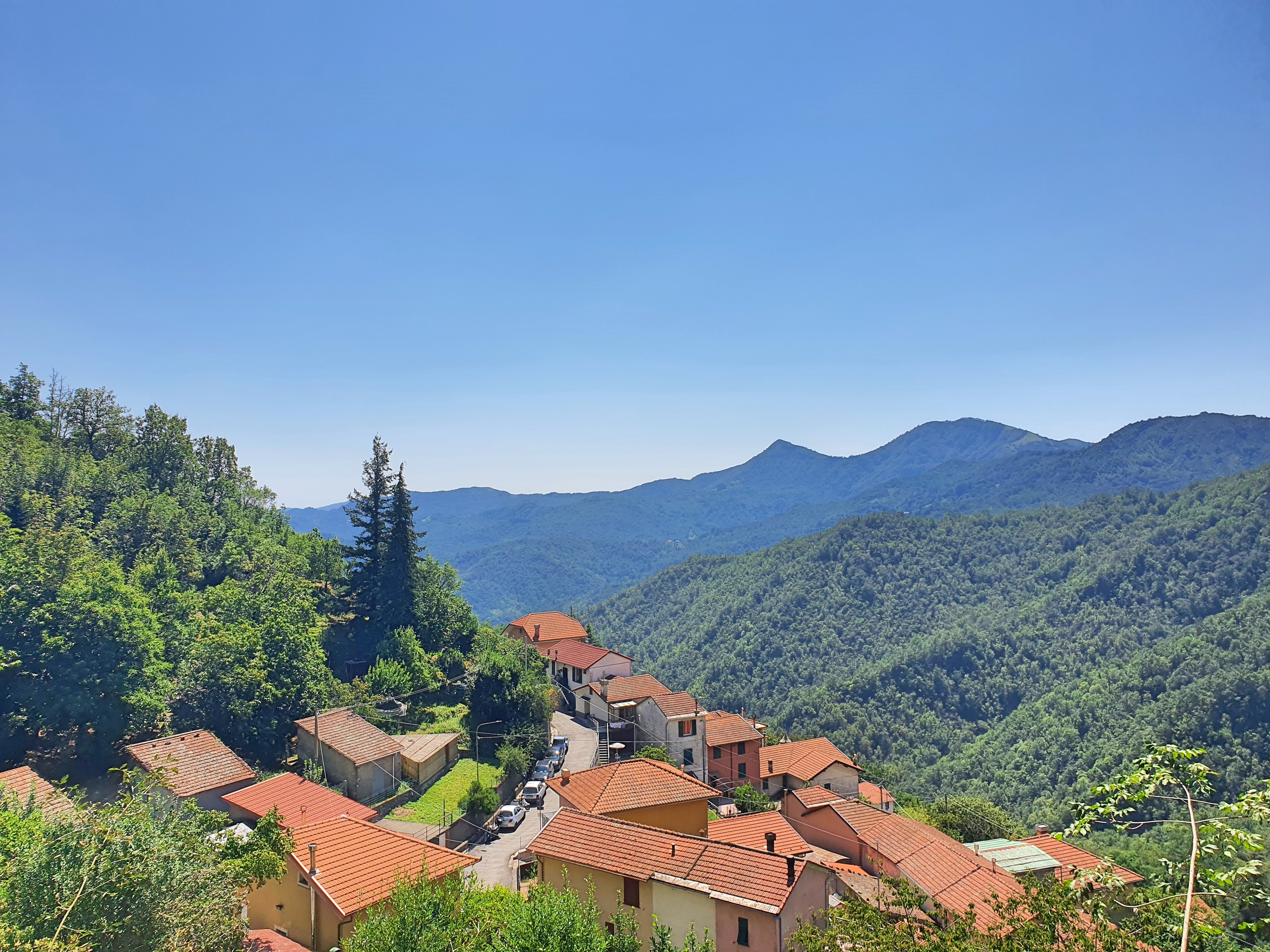
L'Incisa di Boasi

Nato nel XIII secolo a Boasi, villaggio dell'Appennino ligure in provincia di Genova dove nasce la Val Fontanabuona, fu così chiamato in quanto originario della parte alta del borgo ancora oggi indicata con i toponimi di "Lencisa" o "l'Incisa". Rinomato chirurgo, meritò di essere ricordato per le sue capacità dal medico e scrittore Salvatore De Renzi nella sua opera sulla storia della medicina italiana.
Fu un contemporaneo del chirurgo Guglielmo da Saliceto e le sue ricerche vennero citate da Guy de Chauliac e da Lanfranco da Milano per indicare i danni derivanti dalla terebrazione. L'erudito Angelo Maria Bandini parlando di Anselmo d'Incisa in un manoscritto della Biblioteca Medicea Laurenziana annotò che nell'antidotario di Nicolò da Reggio è citato un unguento che il "conte Guglielmo" ebbe da papa Bonifacio VIII, a cui lo aveva donato il maestro Anselmo da Genova.
Secondo il medico, naturalista e poeta svizzero Albrecht von Haller, il conte Guglielmo sarebbe Guglielmo da Saliceto di Piacenza, secondo altri studiosi sarebbe Guglielmo da Brescia, che era archiatro dello stesso papa Bonifacio VIII. Per esercitare al meglio la professione medica Anselmo, prima di aprire uno studio nel centro storico di Genova, si trasferì per alcuni anni in Francia, dove frequentò la facoltà di medicina di Montpellier fondata nel 1220. Divenne l'unico medico genovese inserito nel catalogo della scuola medica della città francese e presente nel cosiddetto "collegio dei dodici medici". Anselmo inventò una medicina per facilitare la coagulazione del sangue e scongiurare il rischio di surriscaldamento dell'epidermide, che venne acquistata da Filippo il Bello.

## Discendenza
Anselmo d'Incisa si sposò a Boasi con Iacopina, dal loro matrimonio nacque Giovanni d'Incisa, che seguì le orme del padre diventando anche lui un celebre chirurgo, medico e persino astronomo. Giovanni visse per molti anni ad Avignone svolgendo l'incarico di archiatro di papa Clemente VI. Scrisse un trattato sulle eclissi solare e lunare studiando l'astrologia e l'astronomia in supposta relazione con i morbi dell'epoca. L'erudito Luigi Tommaso Belgrano durante una ricerca all'Archivio apostolico vaticano nel 1884 a Roma trovò nella prima annata del regesto di papa Giovanni XXII risalente al periodo 7 agosto 1316-6 agosto 1317 due lettere trascritte ascrivibili a Giovanni d'Incisa. Entrambi i parroci-medici di Boasi don Antonio Dondero soprannominato "Salvatore" tra il 1870 e il 1926 e don Luigi Rosasco tra il 1934 e il 1968 potrebbero essere stati gli ultimi eredi dell'antica tradizione fitoterapica fondata da Anselmo.

## Morte
Anselmo d'Incisa morì a Genova probabilmente tra il 1303 e il 1304 e venne sepolto in un arcosolio sotto il campanile della basilica di Santa Maria delle Vigne con la seguente epigrafe sepolcrale in latino infissa nel muro della chiesa e riscoperta da un gruppo di archeologi genovesi nel 1890:

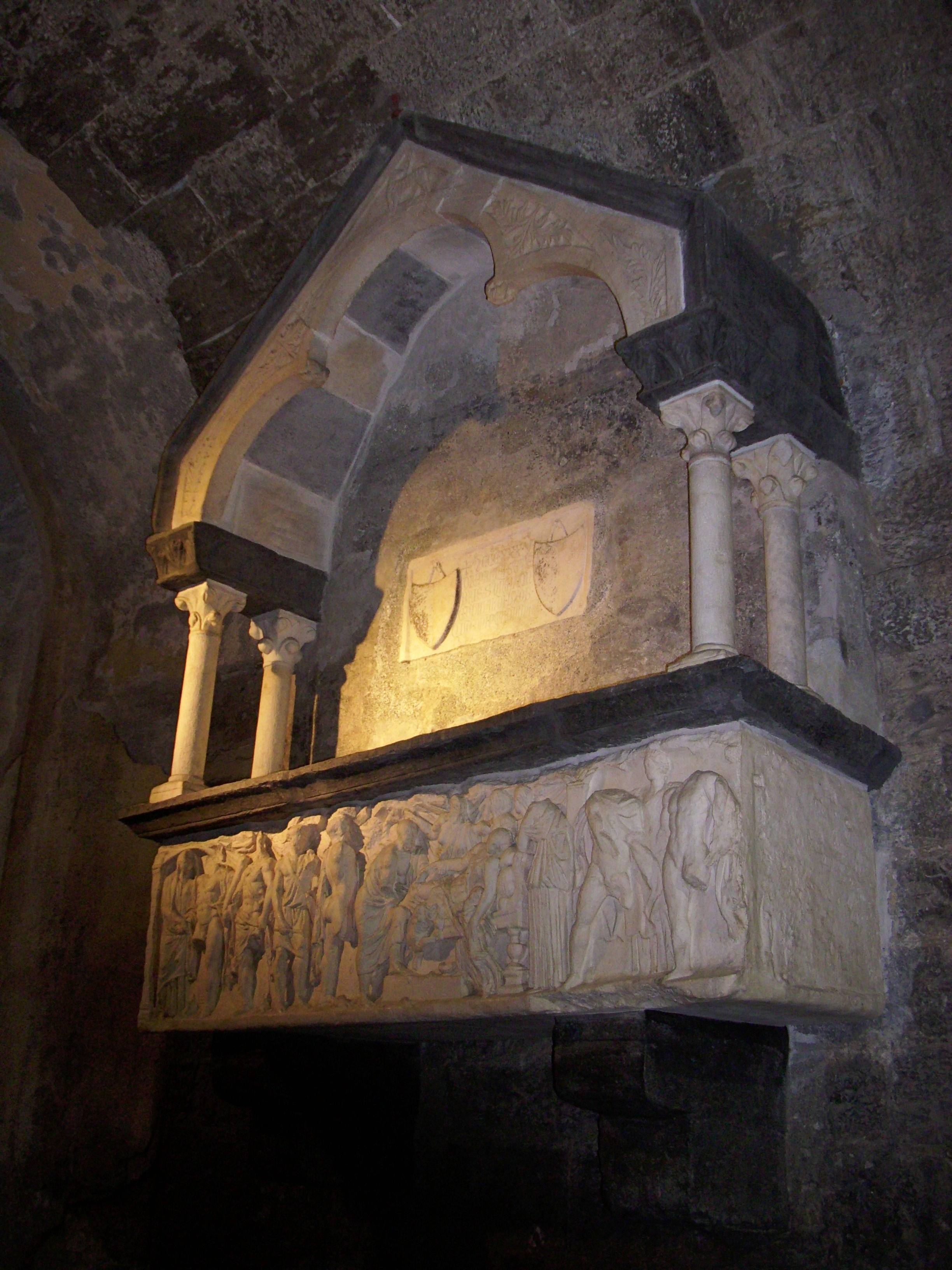
La copia del bassorilievo marmoreo romano dell'arcosolio per Anselmo d'Incisa sotto il campanile della basilica di Santa Maria delle Vigne, l'originale è custodito presso il Museo Diocesano di Genova

"MCCCIIII DIE IIII DECEMBRIS. ISTA DUO MONUMENTA
SCILICIT CASSIA QUE EST
SUPRA ET MONUMENTUM QUOD EST INFRA
SUNT MAGISTRI ANSELMI DE INCISA
MEDICI CIRURGIE ET HEREDUM SUORUM"
La tomba è decorata da un'opera romana risalente al II secolo d.C. e raffigurante alcuni episodi dell'Alcesti di Euripide. Il professore Federico Alizeri nel 1858 riferì che il sepolcro seppur "in ottimo stato di conservazione aveva scialbe e sciocche coloriture sovrapposte per ridurlo a non so qual sembianza d'altarino" con una statuina di Maria appoggiata sopra e rimossa nel giugno 1890. La curiosità è che fino al restauro effettuato nel 1932 il bassorilievo marmoreo era posizionato con le sculture verso l'interno della tomba, al termine dell'intervento il soprintendente alle Belle Arti Orlando Grosso stilò questo resoconto:
"Tolte le tre pietre tombali apparvero quattro scheletri, coricati nella normale posizione, senza segno alcuno di manomissione: soltanto il teschio di una donna, che conservava una folta chioma di capelli neri con ciocca bianchiccia sulla fronte, era rotolata sui due teschi sottostanti. Un teschio a pezzi è stato trovato presso il bacino degli altri scheletri, due de quali, quello della donna e quello dell'uomo, poggiavano sugli altri due affondati in un terroso letto di calce indurita da sostanze organiche".
Il 19 marzo 1356 il notaio Giovanni Ceresia di Zoagli vidimò un atto di procura stilato dai canonici della basilica di Santa Maria delle Vigne circa un legato testamentario da 300 fiorini donati da Giovanni d'Incisa alla chiesa al fine di ottenere la celebrazione di una messa annuale perenne dedicata alla sua famiglia nella basilica. Secondo alcune ricostruzioni storiche Anselmo d'Incisa nel 1309 sarebbe stato ancora vivo in quanto risulta un atto di vendita di una casa a suo nome.